# Ianiropsis analoga
Ianiropsis analoga är en kräftdjursart som beskrevs av Menzies1952. Ianiropsis analoga ingår i släktet Ianiropsis och familjen Janiridae. Inga underarter finns listade i Catalogue of Life.